# La Muerte
La Muerte est un groupe belge de rock alternatif, originaire de Bruxelles. Formé en 1983, le groupe se sépare en janvier 1994, mais se reforme sporadiquement par la suite. En mars 2015, le groupe se reforme pour une tournée et publie de nouveaux titres. 

## Historique
C'est à Bruxelles en 1983 que Marc du Marais, qui vient de quitter Marine (le reste du groupe poursuivra l'aventure en tant que Allez Allez), forme La Muerte (« La mort » en espagnol) en compagnie du guitariste Dee-J. Musicalement, le groupe belge trouve rapidement sa place dans un style influencé par The Birthday Party, The Stooges, voire Motörhead. La Muerte, qui peut être qualifié de groupe metal alternatif, s'est par ailleurs toujours amusé à reprendre des standards dans son style musical bien particulier. On pense à des titres comme Lucifer Sam, Wild Thing, Summertime Blues, ou encore On the Road Again.
Leur premier EP, The Surrealist Mystery, sort en 1984, et sera suivi par trois autres EP (dont un live), cinq albums (dont un live) et une compilation. À noter qu'une autre compilation, Mystery Songs, reprenant des titres des trois premiers EP, n'est sortie que sur le marché français (1986).
Mené par Marc du Marais au chant, et par Dee-J à la guitare, deux bassistes feront partie de l'aventure (Sisco de la Muerte, puis Paul « Dunlop » Delnoy, également producteur) et une multitude de batteurs (une dizaine) dont cinq participeront à des enregistrements (J.F., Alain Rondos, Becky Wreck, Michel De Greef et Daniel Wang). Delnoy est par ailleurs à l'origine du projet B.S.R. et de son hit Qui... ?, disque du mouvement new beat, reprenant des extraits de la conférence de presse donnée par Paul Vanden Boeynants à l'issue de son enlèvement par la bande de Patrick Haemers.
Le 16 janvier 1994, La Muerte donne son concert d'adieu au Luna Theatre de Bruxelles. Ce concert sera enregistré et deviendra la même année l'album Raw. Depuis lors, à partir d'un concert donné au Festival de Dour en 1997, le groupe se réunira occasionnellement. En 1999, notamment, le groupe jouera quelques concerts sous le nom de Mustang Cobra.
En 2001, La Muerte sortira en édition limitée sur le label suisse Urgence Disks Records un single sur vinyle bleu intitulé Black God 2000, avec Black God 2000 en face A et So Bad 2001 en face B. Le groupe est alors composé de Marc du Marais (renseigné comme Mark Lagoon), Dee-J, Renaud Mayeur (seconde guitare), Paul « Dunlop » Delnoy (renseigné comme Paul Firestone), Pierre Chambin (batterie) et Jay Seven (renseigné comme Jean-Marc Aneut) (samplers).
Le groupe réapparait en 2014 pour diverses prestations en concert, et publie quelques nouveaux titres. Le groupe est toujours composé de Marc Du Marais (chant) et Dee-J (guitare), désormais accompagnés de Michel Kirby (Length of Time, Arkangel, guitare), Christian Z (Lenght Of Time, batterie) et Tino de Martino (Channel Zero, basse). En 2015 sort l'EP EVil,, suivi, en 2016, Murder Machine

## Projets parallèles
Au milieu des années 1990, Dee-J formera Ether. Au début des années 1990, Marc du Marais forme le groupe Holy Gang  avec Richard 23 (du groupe Front 242), qui publie l'EP Free Tyson Free! en 1994. Marc Du Marais réalise plusieurs films sous le nom de Marco Laguna, dont le clip de L'effet Eiffel du groupe Candie Prune, Daniel Wang rejoindra plus tard PPz30. Renaud Mayeur formera par la suite plusieurs groupes : Hulkk, Les Anges, et The Lords of Skull Island.

## Discographie

### Albums studio
- 1987 : Every Soul By Sin Oppressed
- 1989 : Death Race 2000
- 1990 : Experiment in Terror
- 1991 : Kustom Kar Kompetition
- 1994 : Raw
- 2015 : Evil (Mottow Soundz)
- 2018 : La Muerte (Mottow Soundz)
- 2023 : Sortilegia

### EP
- 1984 : The Surrealist Mystery
- 1985 : And the Mystery Goes On...
- 1986 : Peep Show
- 1988 : Scorpio Rising
- 2001 : Black God 2000
- 2016 : Murder Machine (Mottow Soundz)
- 2017: Headhunter (featuring Front 242) (Mottow Soundz)

### Autres
- 1988 : Black God White Devil compilation
- 1986: Mystery Songs Compilation
- 2009: 450 Big Block DVD
- 2018: LSD for The Holy Man 7"